# Maria Antonia Paris
Đấng đáng kính Maria Antonia Paris (ngày 28 tháng 6 năm 1813 - 17 tháng 1 năm 1885) là một nữ tu Công giáo, người năm 1885 đã thành lập Dòng Các Chị em Claretian ở Cuba.
Bà sinh ra ở thị trấn Vallmoll, Catalonia. Cha bà là một nông dân, vốn đã qua đời trước khi bà được sinh ra và mẹ bà đã chạy trốn để trốn thoát khỏi quân đội Pháp xâm lược do Napoléon dẫn đầu. Bà tham gia các Hội đoàn các Nữ tu của Đức Mẹ Maria năm 1841, nhưng vì lệnh cấm nhập các dòng tu tôn giáo của chính phủ Tây Ban Nha, bà không trở thành thành viên dòng cho đến tháng 4 năm 1850. Trong khi bà cầu nguyện cho Giáo hội, bà nghe một tiếng gọi từ Chúa để tạo ra một dòng tu mới.
Vào năm 1850, bà gặp linh mục Anthony Mary Claret, người đã thành lập Hội Thánh Truyền giáo, Con Trai của Trái Tim Vô Nhiễm của Đức Trinh Nữ Maria. Mary Claret đã đồng ý giúp bà với nhiệm vụ này, nhưng vào tháng 10 năm đó được bổ nhiệm làm Tổng Giám mục Santiago, Cuba Sau một vài tháng phân định ơn gọi, Maria Antonia, theo lời khuyên của giám đốc tinh thần của cô, Tiến sĩ Caixal và P. Gatell, OP cô quyết định rời Hội đoàn của Đức Mẹ Maria. Cô và một người mới khác sống đời sống tu trì ở Tarragona và nhóm họ đã sớm được tham gia bởi ba người phụ nữ trẻ khác.
Tổng giám mục Claret đã đồng ý mời bà đến Cuba để phát triền dòng tu mới của bà. Năm 1855, bà thành lập chị em Claretian; đó là dòng đầu tiên được thành lập ở Cuba.
Bà qua đời ở Reus, Tây Ban Nha năm 71 tuổi. Năm 1993, bà được Giáo hoàng Gioan Phaolô II tuyên bố là Đấng đáng kính.